# 贡德库尔
贡德库尔（法語：Gondecourt，法語發音：[ɡɔ̃dkuʁ]）是法国上法兰西大区北部省的一个市镇，位于该省中部偏西南，属于里尔区。

## 地理
贡德库尔（50°32'40"N, 2°59'3"E）面积8.22 平方千米，位于法国上法蘭西大區北部省，该省份为法国最北部的省份及最长的省份，西北濒北海，西接加来海峡省，南至埃纳省和索姆省，东与比利时接壤。
与贡德库尔接壤的市镇（或旧市镇、城区）包括：桑特、瑟克兰、瓦夫兰、阿莱讷莱马赖、卡尔南、舍米、埃兰、乌普兰-昂夸讷。

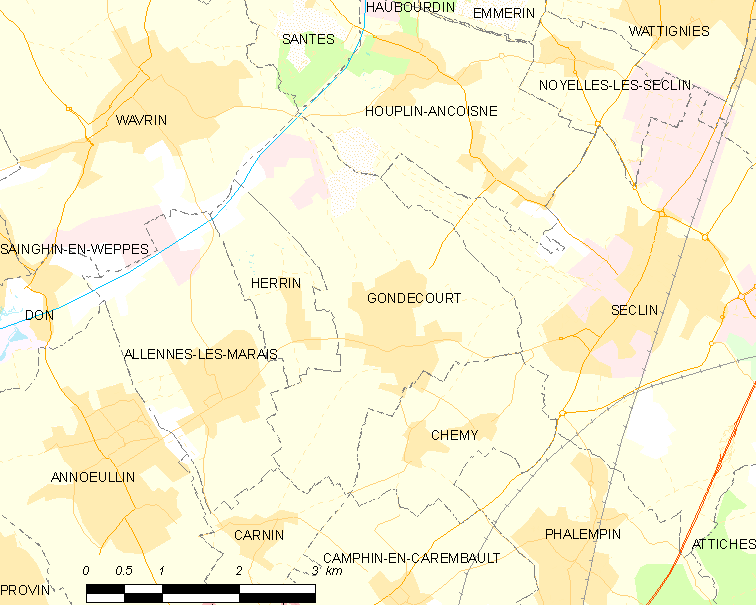
贡德库尔的OSM定位图

贡德库尔的时区为UTC+01:00、UTC+02:00（夏令时）。

## 行政
贡德库尔的邮政编码为59147，INSEE市镇编码为59266。

## 政治
贡德库尔所属的省级选区为法什-蒂梅尼勒县。

## 人口

1962-2008年间贡德库尔人口变化图示

贡德库尔于2022年1月1日时的人口数量为4099人。